# José Amado Gómez
José Amado Gómez (Santiago del Estero, 6 marzo 2000) è un calciatore argentino, difensore dell'Atlanta in prestito dal Central Córdoba (SdE).

## Caratteristiche tecniche
Gioca come terzino destro.

## Carriera
Gómez è cresciuto nel settore giovanile del Central Córdoba (SdE), con cui ha firmato il primo contratto professionistico nel gennaio del 2022. ha debuttato in prima squadra il 16 aprile 2022 nell'incontro di Copa de la Liga Profesional pareggiato 3-3 contro l'Arsenal Sarandí.

## Statistiche

### Presenze e reti nei club
Statistiche aggiornate al 2 aprile 2024.
| Stagione        | Squadra               | Campionato      | Campionato | Campionato | Coppe nazionali | Coppe nazionali | Coppe nazionali | Coppe continentali | Coppe continentali | Coppe continentali | Altre coppe | Altre coppe | Altre coppe | Totale | Totale | Totale |
| Stagione        | Squadra               | Comp            | Pres       | Reti       | Comp            | Pres            | Reti            | Comp               | Pres               | Reti               | Comp        | Pres        | Reti        | Pres   | Reti   |        |
| --------------- | --------------------- | --------------- | ---------- | ---------- | --------------- | --------------- | --------------- | ------------------ | ------------------ | ------------------ | ----------- | ----------- | ----------- | ------ | ------ | ------ |
| 2022            | Central Córdoba (SdE) | PD              | 12         | 0          | CA+CdL          | 0+4             | 0               |                    | -                  | -                  |             | -           | -           | 16     | 0      |        |
| 2023            | Central Córdoba (SdE) | PD              | 4          | 0          | CA+CdL          | 0+14            | 0               |                    | -                  | -                  |             | -           | -           | 18     | 0      |        |
| 2024            | Central Córdoba (SdE) | PD              | 0          | 0          | CA+CdL          | 0+2             | 0               |                    | -                  | -                  |             | -           | -           | 2      | 0      |        |
| Totale carriera | Totale carriera       | Totale carriera | 16         | 0          |                 | 20              | 0               |                    | -                  | -                  |             | -           | -           | 36     | 0      |        |